# كولبينو
كولبينو (بالروسية: Колпино) هي إحدى مدن روسيا في الكيان الفدرالي الروسي سانت بطرسبرغ.

## توأمة
لكولبينو اتفاقيات توأمة مع كل من:
- راوما
- هوايان (8 سبتمبر 2003 - )
- أوريول

## أعلام
- مكسيم استافييف
- يفجيني جروس
- ألكساندر بانوف